# James Stuart (architetto)
James Stuart (Londra, 1713 – 2 febbraio 1788) è stato un architetto, pittore e archeologo britannico, tra i pionieri dell'architettura neoclassica.

## Biografia e lavori
Noto anche come James "Athenian" Stuart, nella storia dell'architettura è ricordato per il suo contributo alla riscoperta dello stile greco.
Tra il 1751 ed il 1755 si recò in Grecia, pubblicando successivamente i volumi Antiquities of Athens che, in parallelo con la progressiva pubblicazione, influenzeranno la formazione dell'architettura neoclassica, soprattutto d'oltralpe.
Pochi anni dopo, nel 1758, realizzò un tempio per il parco di Hagley Hall, che è solitamente ritenuto il primo esempio di Neogreco dorico in tutta Europa.
Sempre al 1758 è databile il primo interno neoclassico inglese, che James Stuart eseguì nella Spencer House di Londra.
In ogni caso, come architetto costruì assai poco. La sua casa londinese in St. James's Square (1763-1766) fu alterata da James Wyatt.
Nel medesimo periodo Stuart ricevette l'incarico per la sistemazione di un giardino nello Staffordshire, dove innalzò le sue opere migliori giunte fino ai giorni nostri: qui costruì numerosi edifici ispirati all'architettura ateniese, come l'arco trionfale, la Torre dei Venti e il Monumento coragico di Lisicrate.

## Opere
- Antiquities of Athens, con Nicholas Revett, Londra, 1762-1816